# Aspidiophorus tetrachaetus
Aspidiophorus tetrachaetus är en djurart som tillhör fylumet bukhårsdjur, och som beskrevs av Kisielewski 1986. Aspidiophorus tetrachaetus ingår i släktet Aspidiophorus och familjen Chaetonotidae. Inga underarter finns listade i Catalogue of Life.